# Женитьба (опера)
«Женитьба» — неоконченная опера в одном действии русского композитора М. П. Мусоргского. В основу либретто оперы легла одноимённая комедия Н. В. Гоголя. Сам композитор охарактеризовал своё сочинение как «опыт драматической музыки в прозе». Впоследствии опера была завершена М. М. Ипполитовым-Ивановым, который дописал три действия. В таком виде впервые поставлена в 1931 году на сцене Радиотеатра в Москве.

## Действующие лица
| - Подколесин — баритон - Кочкарев, его друг — тенор - Степан, слуга Подколесина — бас - Фекла Ивановна, сваха — меццо-сопрано - Агафья Тихоновна, невеста — сопрано - Арина Пантелеймоновна, её тётка — меццо-сопрано - Дуняшка — сопрано - Яичница — бас | - Анучкин — тенор - Жевакин — тенор - Извозчик — бас - Уличная певица — сопрано - Татарин — баритон - Точильщик — тенор - Торговки селёдками, ягодами, грибами — сопрано и меццо-сопрано - Петрушка, шарманщик, Пелагея Ивановна, дворник — разговорные роли |  |

## История создания

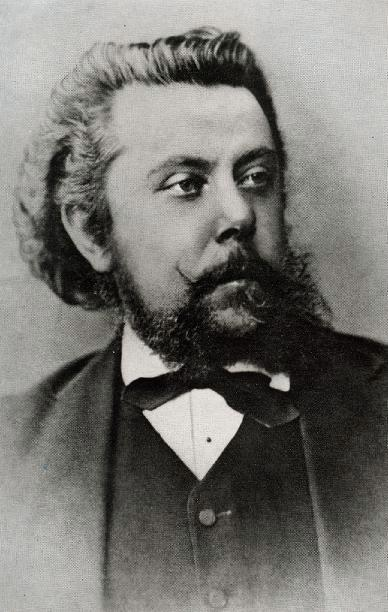
М. П. Мусоргский

К написанию оперы «Женитьба» по одноимённой пьесе Гоголя М. П. Мусоргский приступил в 1868 году. Задачи, поставленные композитором, носили экспериментальный характер. Мусоргский описывал своё произведение следующим образом: «„Женитьба“ — это посильное упражнение музыканта или, правильнее, не музыканта, желающего изучить и постигнуть изгибы человеческой речи в том её непосредственном правдивом изложении, в каком она передана гениальным Гоголем. „Женитьба“ — этюд для камерной пробы. С большой сцены надобно, чтобы речи действующих, каждого по присущей ему природе, привычкам и „драматической неизбежности“, рельефно передавались в аудиторию».
Как отмечает советский музыковед Абрам Гозенпуд, Мусоргский основывался на принципах оперы «Каменный гость» русского композитора Александра Даргомыжского. При этом, по утверждению критика, «Мусоргский не пытался романтизировать своих персонажей, он брал их такими, какими они выступают в пьесе, стремясь передать не только их чувства, но прежде всего речевые интонации».
Остановившись на первом действии, композитор прекратил работу над сочинением. В 1908 году Н. Римский-Корсаков подготовил собственную редакцию оперы. 21 декабря 1908 года состоялась её премьера в концертном исполнении в Москве на музыкальном утре Кружка любителей русской музыки. 19 марта 1909 года «Женитьба» в музыкальной редакции Римского-Корсакова была представлена в Петербурге в программе «Вечеров современной музыки». На французском языке опера звучала в Париже в инструментовке М. Равеля в апреле 1923 года, а в Монте-Карло в инструментовке М. Беклар д’Аркур — 7 января 1930 года. В том же году Ипполитов-Иванов завершил оперу Мусоргского, дописав к ней три акта. Кроме того, опера существует в редакциях Н. Черепнина и Д. Рёнемана, оркестровках А. Дюамеля (1954) и Г. Рождественского (1982).